# Джейкс, Джон
Джон Джейкс (31 марта 1932[…], Чикаго, Иллинойс — 11 марта 2023, Сарасота, Флорида) — американский писатель в жанре исторической прозы, вестерна, фэнтези, фантастики и ужасов.

## Биография
Родился 31 марта 1932 года в Чикаго, штат Иллинойс, США, семье Джона Адриана, генерального директора Railway Express и Берты Джейкобс.
В 1953 году окончил Университет Депо в Гринкасле, штат Индиана, со степенью бакалавра в области творческого письма. В 1954 году он получил степень магистра в американской литературе в Университете штата Огайо.
После окончания образования с 1960 по 1970 год Джейкс работал в качестве копирайтера и менеджера по продвижению продукции. С 1971 года стал независимым писателем. В 1989—1996 годах работал научным сотрудником в Университете Депо в Южной Каролине.
Джейкс начал писать, когда начал учиться в университете. Его первые истории были опубликованы в 1950-х годах в Thrilling Wonder Stories. Работая, он продолжает писать рассказы и романы. Его первый роман «The Texans Ride North» был опубликован в 1952 году. Первоначально Джейкс писал в жанрах фантастики, вестерна, фэнтези и ужасов.
В 1973 году его первый исторический роман «Ублюдок» был опубликован в серии «Сага для семьи Кентов». Серия представляет американскую историю через жизнь вымышленной семьи. Она становится бестселлером и делает его известным автором. В 1978—1979 годах первые три романа быть экранированы в успешных одноимённых телевизионных фильмах.
В 1982 году первый роман Джейкса «Север и Юг» был опубликован в серии с таким же названием. Трилогия стала бестселлером, а в 1985—1986 годах экранизирована в виде 12-серийного телесериала, который приобрёл огромную популярность.
Состоял членом Ассоциации авторов и Американского ПЕН-центра.
Скончался 11 марта 2023 года в возрасте 90 лет.

## Личная жизнь
15 июня 1951 года женился на учительнице Рэйчел Энн Пейн. В браке было четверо детей — Андреа, Эллен, Джон Майкл и Виктория. Семья жила на западном побережье Флориды и в Южной Каролине. Джейкс поддерживал дружбу с писателями Сандрой Браун, Патрисией Корнуэлл, Кеном Фоллеттом и Эваном Хантером.